# Harold Arlen
Hyman Arluck (Nueva York, 15 de febrero de 1905 - ídem, 23 de abril de 1986), más conocido como Harold Arlen, fue un compositor estadounidense de música popular, quien compuso más de 500 canciones, algunas de las cuales se han hecho conocidas en todo el mundo. Además de componer las canciones de la película de 1939 El mago de Oz (letra de Yip Harburg), incluyendo "Over the Rainbow", Arlen es un colaborador muy apreciado del Great American Songbook. "Over the Rainbow" fue votada como la canción número 1 del siglo XX por la RIAA y la NEA.

## Historia
Arlen, con más de 400 canciones, es uno de los compositores más prolíficos de música popular del siglo XX, llegando a ser conocidas en todo el mundo varias de sus composiciones, siendo elegida una de ellas, la canción de 1938 "Over the Rainbow", como la mejor del siglo XX por la Recording Industry Association of America. Arlen mantuvo una larga amistad con el actor Ray Bolger, el cual intervino en la película El Mago de Oz, película que haría famosa la canción "Over the Rainbow". 
Arlen nació en Búfalo (Nueva York), falleciendo su hermano gemelo al día siguiente de nacer. En su infancia aprendió a tocar el piano llegando a formar una banda musical en su adolescencia, consiguiendo cierto éxito en su ciudad como pianista y cantante trasladándose a la ciudad de Nueva York en los primeros años de la década de 1920; en esta ciudad trabajó como acompañante de vodevil. Fue durante esta etapa en la cual cambió su nombre por Harold Arlen. Interpretó y realizó grabaciones con la orquesta 'Buffalodians', así como con las orquestas de Red Nichols, Henny Hendrickson y Arnold Johnson. 
En 1929 compuso su primera canción conocida, "Get Happy" (con letra de Ted Koehler). Durante los primeros años y la mitad de la década de 1930, Arlen y Koehler compusieron espectáculos para el Cotton Club, un club nocturno famoso de Harlem, musicales para Broadway y películas musicales para Hollywood; durante este periodo, Arlen continuó realizando interpretaciones, con cierto éxito, para la orquesta de Leo Reisman.
Arlen y Koehler compusieron los siguientes éxitos musicales durante los primeros años y la mitad de la década de 1930: "Between the Devil and the Deep Blue Sea", "I Love A Parade", "I've Got the World on a String", "I've Got A Right To Sing The Blues", "It's Only a Paper Moon", "Let's Fall in Love", "Ill Wind" y "Stormy Weather".
A mediados de la década de 1930, Arlen contrajo matrimonio, incrementando sus estancias en California y escribiendo películas musicales; fue durante este periodo cuando comenzó a trabajar con el letrista Yip Harburg. En 1938, ambos fueron contratados por Metro-Goldwyn-Mayer para componer las canciones de la película El Mago de Oz; frúto de este trabajo es la canción "Over the Rainbow" por la cual ganaron el Óscar, en 1939, a la mejor canción original.
Durante este periodo, y hasta finales de la década de 1950, Harold Arlen compondría, o contribuiría, a la creación de varios musicales de Broadway, como Earl Carroll's Vanities of 1930, You Said It, Earl Carroll's Vanities, Americana, George White's Music Hall Varieties, Life Begins at 8:40, The Show is On, 'Hooray For What!, Bloomer Girl, St. Louis Woman, House of Flowers, Mr. Imperium, Jamaica, y Saratoga.
En la década de 1940, Arlen trabajó con el letrista Johnny Mercer, continuando con la producción de éxitos musicales como "Blues in the Night", "Ac-Cent-Tchu-Ate the Positive", "That Old Black Magic" y "Come Rain or Come Shine" y "My Blue Heaven" (con Ralph Blane).
En 1951, su mujer Anya, fue internada en un centro psiquiátrico durante siete años tras sucesivas amenazas hacia su marido y hacia varias personas. En 1954, Arlen fue hospitalizado debido a una úlcera sangrante, recuperándose para trabajar en el musical de Truman Capote "House of Flowers". En 1970 falleció la mujer de Arlen debido a un tumor cerebral, ocasionando que el compositor dejara de lado sus aficiones y se distanciara progresivamente de amigos y familiares, terminando por recluirse en su casa.
En 1986, Harold Arlen falleció a los 81 años de edad en la ciudad de Nueva York, siendo enterrado en el 'Ferncliff Cemetery' en Hartsdale, Nueva York, junto a su esposa.

## Premios y distinciones
Premios Óscar
| Año  | Categoría              | Canción                                | Película               | Resultado |
| ---- | ---------------------- | -------------------------------------- | ---------------------- | --------- |
| 1940 | Mejor canción original | «Over the rainbow»                     | El mago de Oz          | Ganador   |
| 1942 | Mejor canción original | «Blues in the Night»                   | Blues in the Night     | Nominado  |
| 1944 | Mejor canción original | «Happiness Is a Thing Called Joe»      | Una cabaña en el cielo | Nominado  |
| 1944 | Mejor canción original | «My Shining Hour»                      | El límite es el cielo  | Nominado  |
| 1944 | Mejor canción original | «Say a Pray'r for the Boys Over There» | Lazos eternos          | Nominado  |
| 1944 | Mejor canción original | «That Old Black Magic»                 | Fantasía de estrellas  | Nominado  |
| 1946 | Mejor canción original | «Ac-Cent-Tchu-Ate the Positive»        | Here Comes the Waves   | Nominado  |
| 1949 | Mejor canción original | «For Every Man There's a Woman»        | Casbah                 | Nominado  |
| 1955 | Mejor canción original | «The Man That Got Away»                | Ha nacido una estrella | Nominado  |